# Euphonia laniirostris
L'eufonia beccoforte od organista beccoforte (Euphonia laniirostris s'Orbigny & Lafresnaye, 1837) è un uccello passeriforme della famiglia dei Fringillidi.

## Etimologia
Il nome scientifico della specie, laniirostris, deriva dall'unione delle parole latine lanius (stante ad indicare le averle) e roster, "rostro", col significato dunque di "dal becco d'averla": il suo nome comune ne sottolinea la fisionomia, riprendendo in parte quello scientifico.

## Descrizione

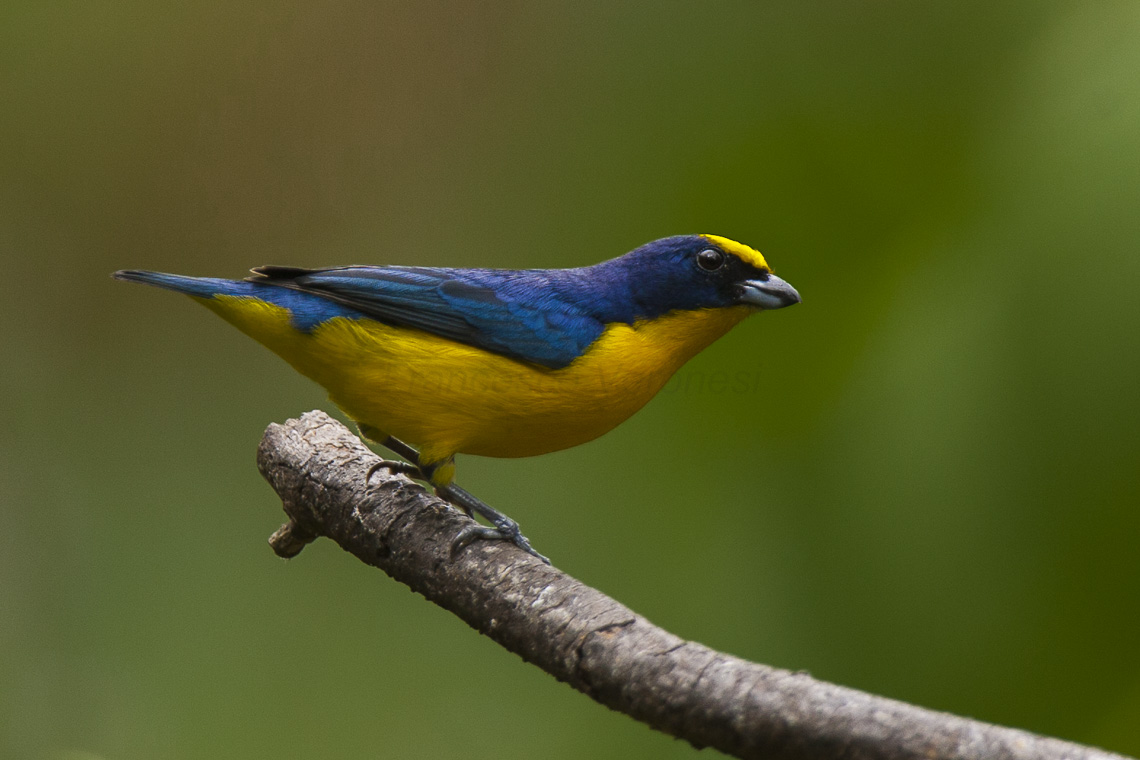
Maschio a Panama.

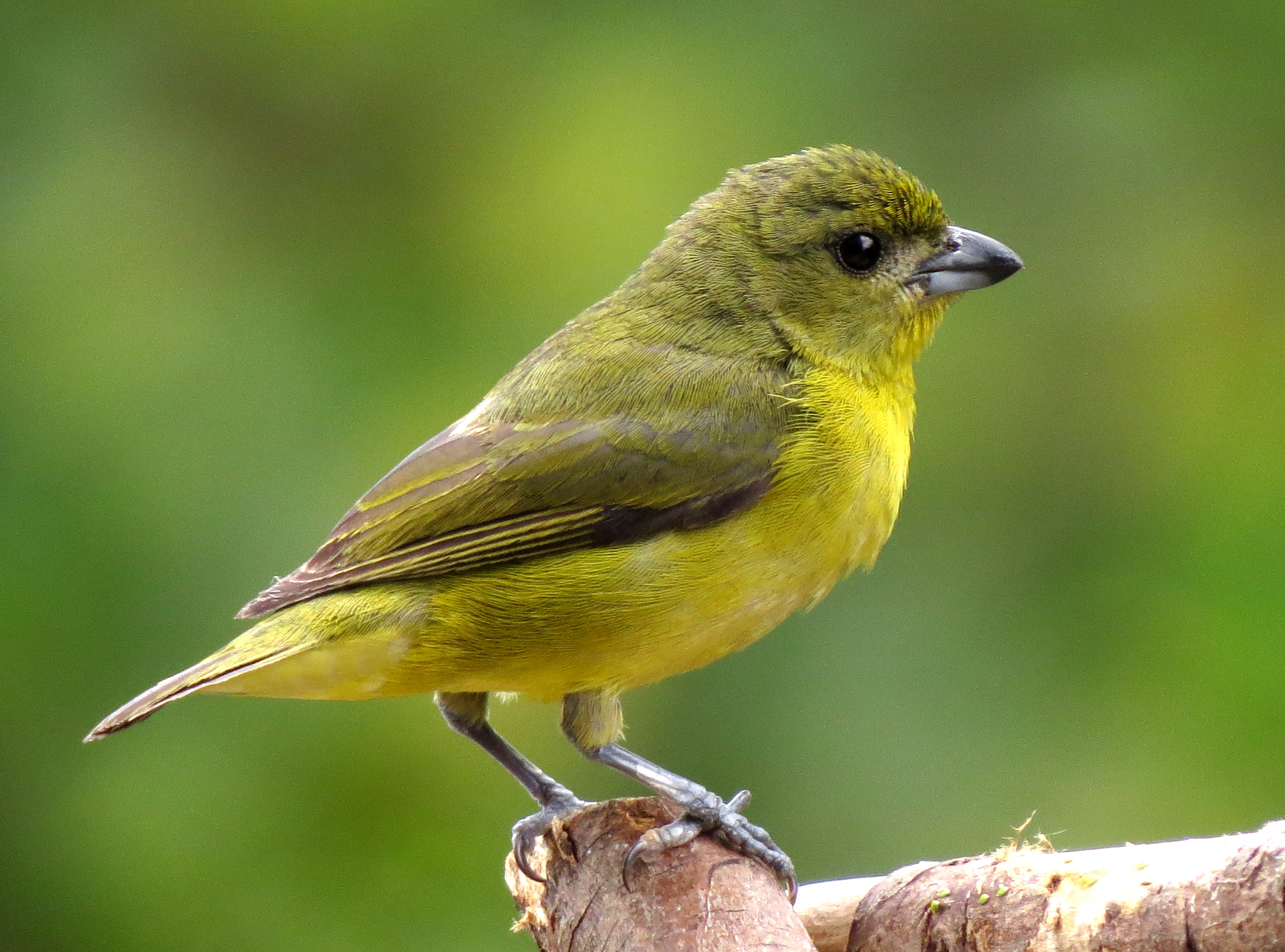
Femmina in natura.

### Dimensioni
Misura 10 cm di lunghezza, per 13-16,5 g di peso.

### Aspetto
Si tratta di un uccelletto dall'aspetto robusto, munito di testa arrotondata, forte becco conico dalle punte lievemente uncinate, ali appuntite e coda squadrata. Rispetto alle altre eufonie, l'eufonia beccoforte presenta appunto becco più lungo e forte, vagamente rassomigliante a quello delle averle (con le quali tuttavia questo uccello non condivide granché sia in termini di abitudini di vita che filetici, essendo vegetariano ed imparentato con canarini ed affini): questa caratteristica ha fruttato alla specie sia il nome comune che quello scientifico.
Il piumaggio mostra dimorfismo sessuale marcato. Nei maschi, infatti, la testa (nuca, zigomo, sopracciglio, lati del becco), il dorso, le ali e la coda sono di colore nero-bluastro, con presenza di riflessi metallici bluastri particolarmente evidenti su codione e dorso: la fronte fino al vertice, la gola, il petto, il ventre ed il sottocoda sono invece di colore giallo oro.

Le femmine, invece, sono perlopiù di colore bruno, più scuro e tendente al verde oliva dorsalmente (dove remiganti primarie e rettrici caudali tendono al nerastro) e più chiaro su faccia e zona ventrale, che presentano inoltre decise sfumature di colore giallastro. In ambedue i sessi il becco è di colore nerastro, gli occhi sono di colore bruno scuro e le zampe sono anch'esse nerastre.

## Biologia

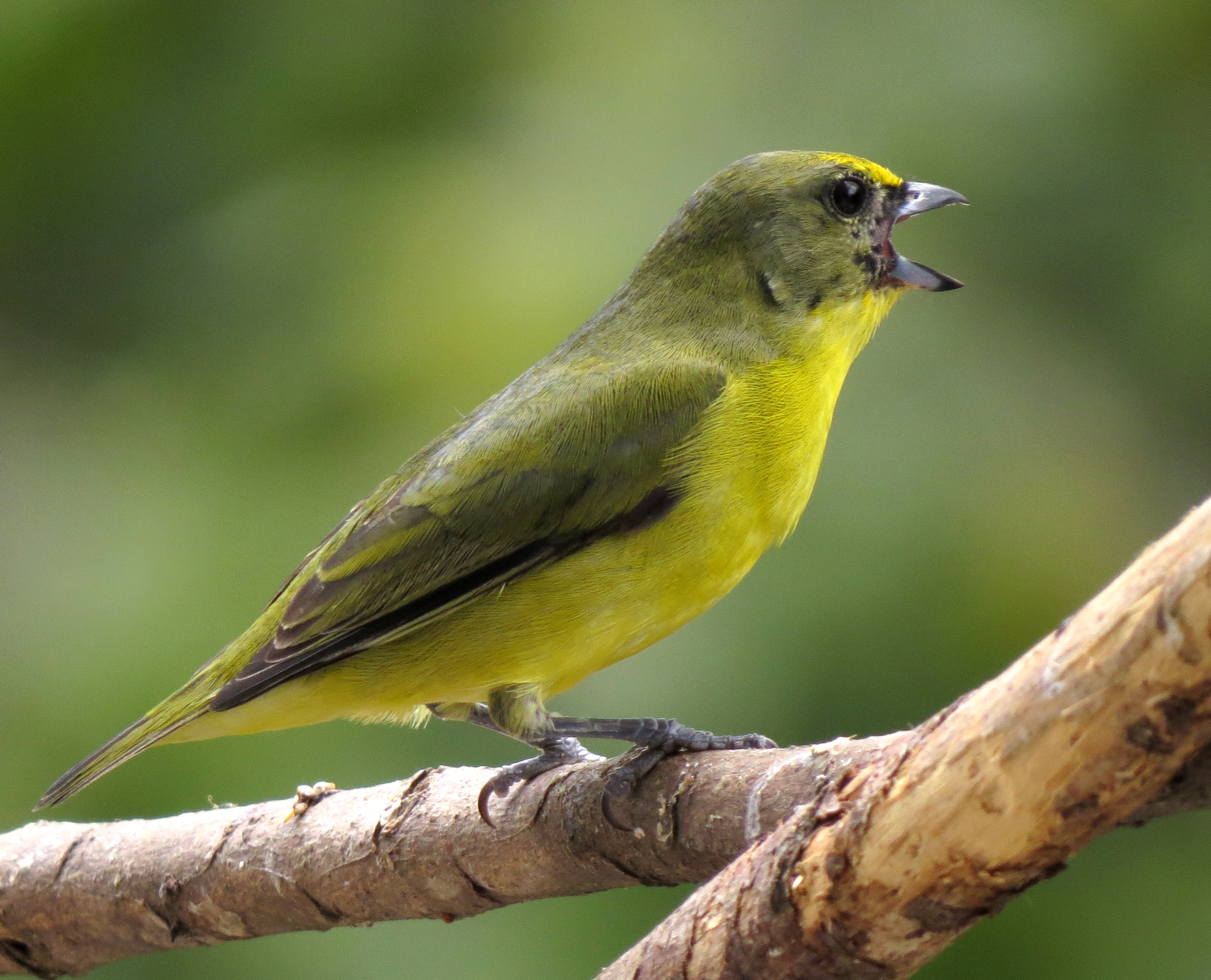
Femmina canta in natura.

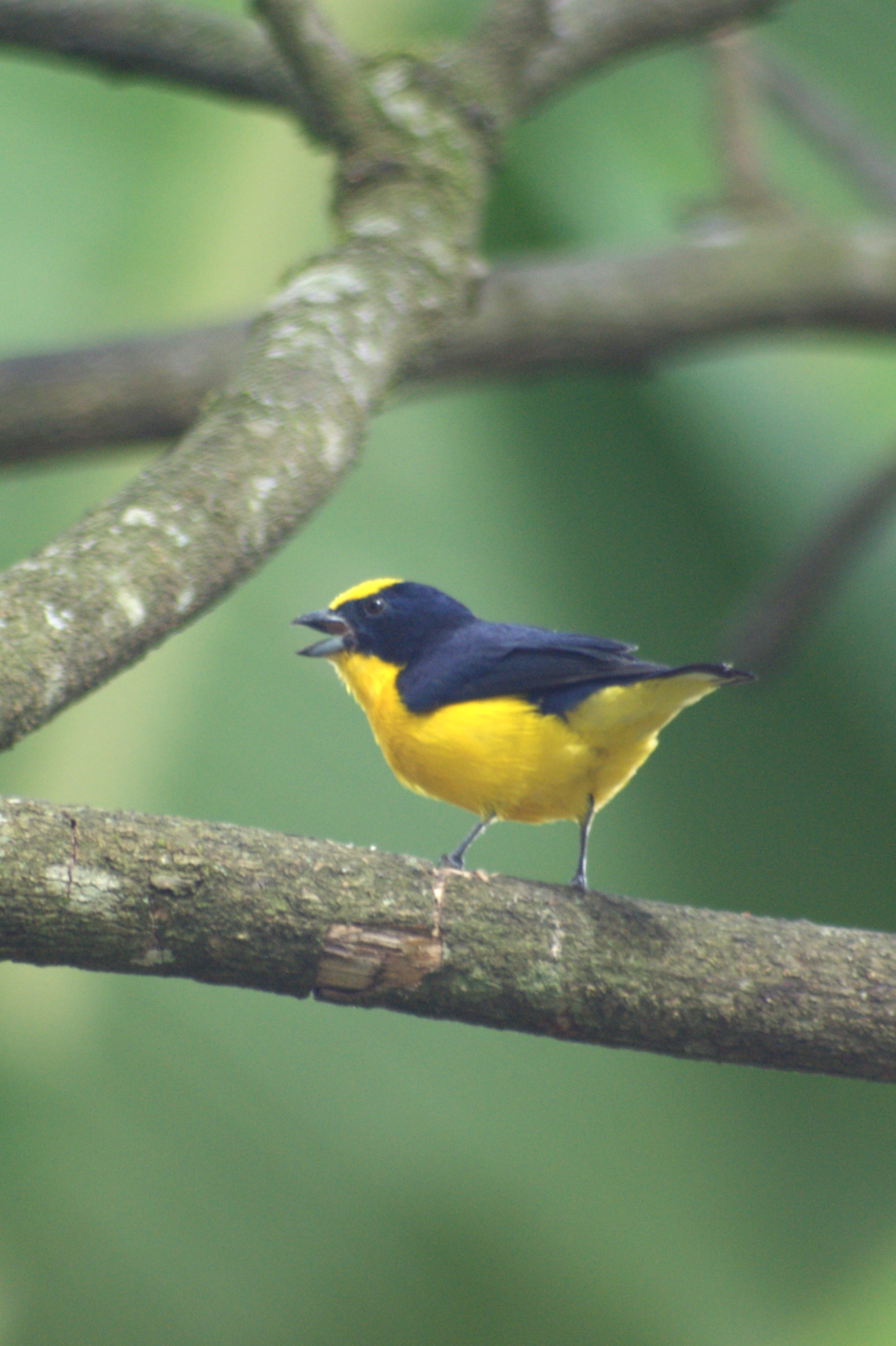
Maschio canta in Colombia.

L'eufonia beccoforte è un uccello vispo e vivace che mostra abitudini di vita essenzialmente diurne, passando la maggior parte della giornata alla ricerca di cibo fra la vegetazione cespugliosa o arborea, salvo poi far ritorno al calar del sole verso posatoi riparati dove trascorrere la notte al riparo da eventuali predatori.

Questi uccelli si muovono da soli, in coppie o in gruppetti familiari, tenendosi in contatto mediante richiami fischianti e dimostrandosi dei buoni cantori, imitando i richiami di numerose altre specie di uccelli.

### Alimentazione

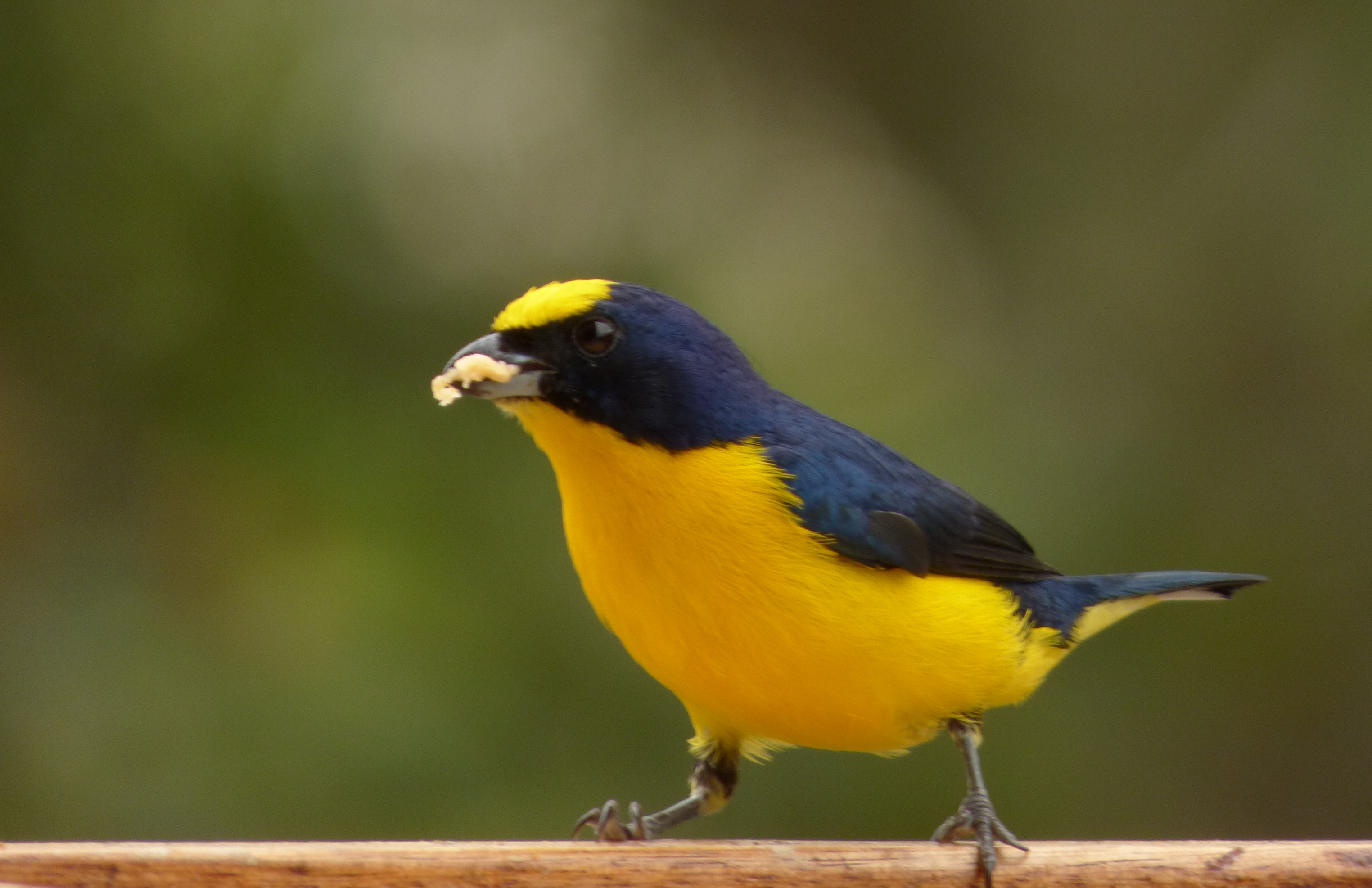
Maschio si alimenta nei pressi di Armenia.

La dieta di questi uccelli è perlopiù frugivora, componendosi in massima parte di bacche di Loranthaceae, ma anche di frutta e bacche di altre piante (soprattutto Melastomataceae e fichi), nonché, sebbene sporadicamente, anche di insetti ed altri piccoli invertebrati, generalmente reperiti in maniera casuale durante la fruizione delle fonti di cibo più convenzionali.

### Riproduzione
Si tratta di uccelli rigidamente monogami, la cui stagione riproduttiva si estende da marzo a settembre nella parte settentrionale dell'areale e da dicembre a marzo in quella meridionale.
Le operazioni di costruzione del nido e di cura della prole vengono condivise dai due partner, mentre la cova è a carico della sola femmina, che nel frattempo però viene nutrita dal maschio, che fa inoltre la guardia ai dintorni.

Il nido, a forma globosa, viene costruito nel folto della vegetazione intrecciando rametti e fibre vegetali e foderando l'interno con piumino. Al suo interno vengono deposte 2-4 uova, che vengono covate per circa due settimane, al termine delle quali schiudono pulli ciechi ed implumi, che vengono imbeccati e accuditi per circa tre settimane, quando sono in grado d'involarsi e seguono i genitori durante i loro spostamenti ancora per una decina di giorni almeno, prima di allontanarsene definitivamente e disperdersi.

## Distribuzione e habitat

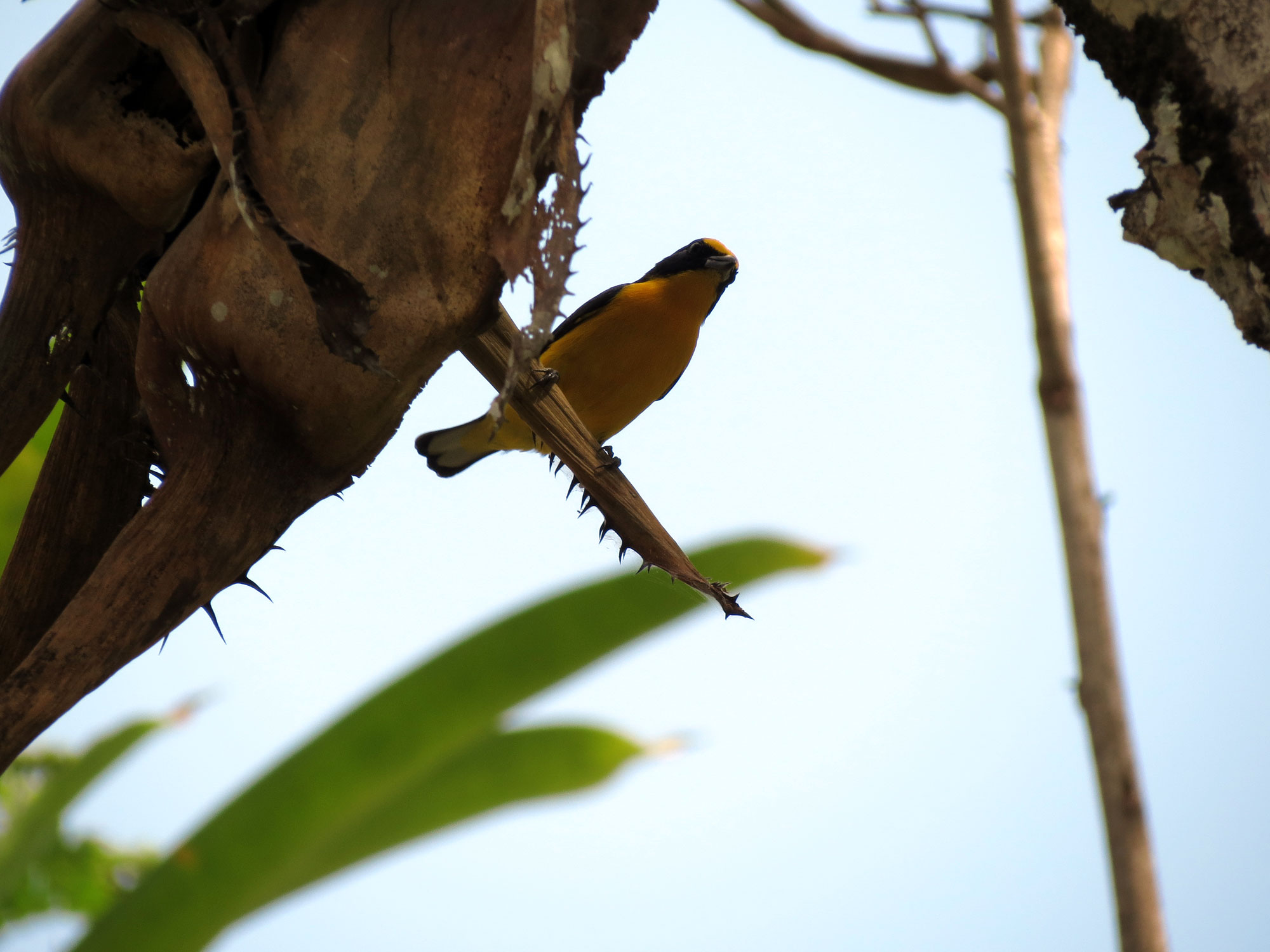
Maschio nella provincia di Colón.

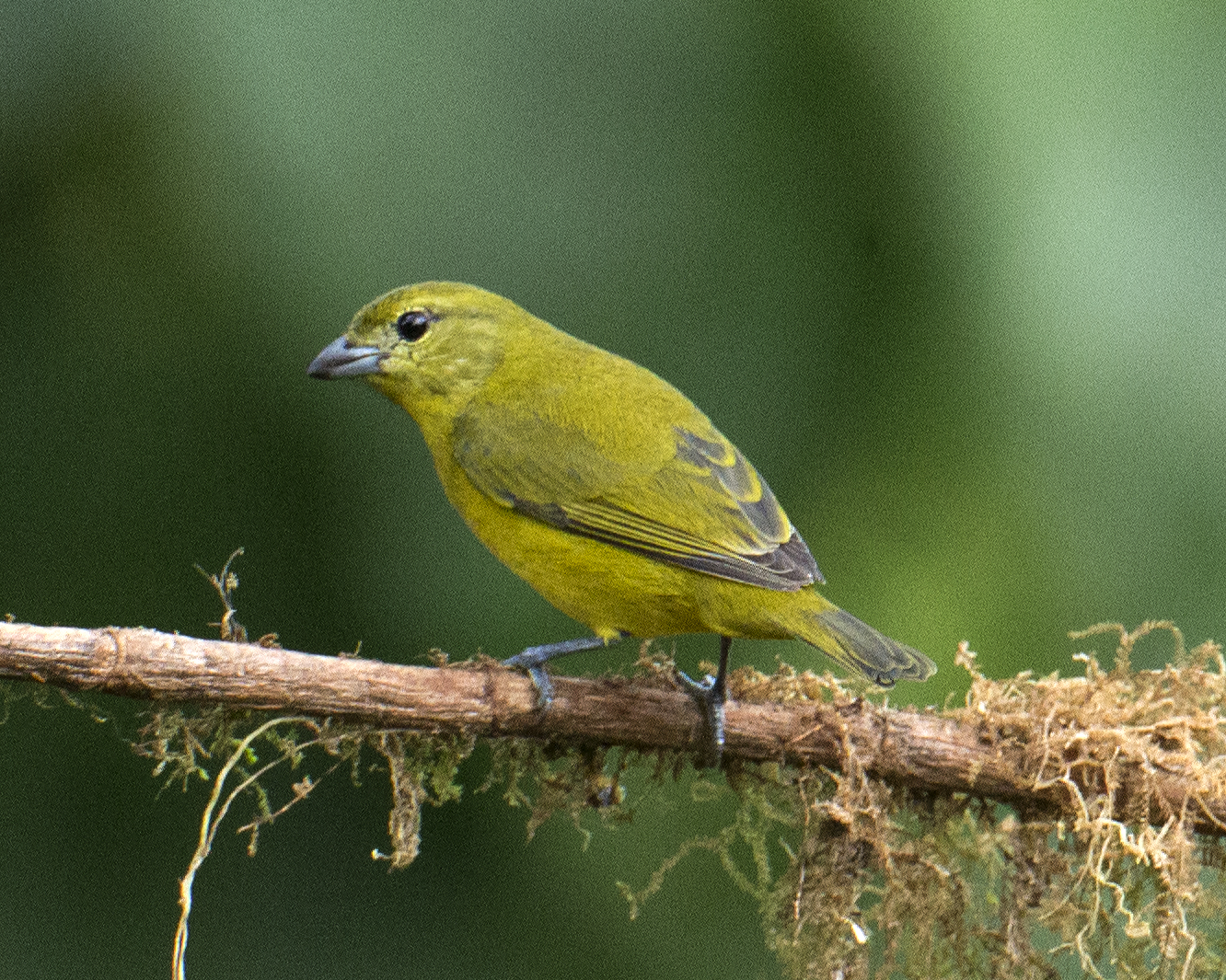
Femmina in Ecuador.

L'eufonia beccoforte è diffusa in un areale piuttosto ampio, che va dalla Costa Rica a sud fino all'estremità nord-occidentale del Perù e da qui ad est fino al nord-est del Venezuela e alla regione Centro-Ovest del Brasile.
L'habitat di questi uccelli è rappresentato da una grande varietà di aree alberate sul limitare di aree aperte: essi possono infatti essere osservati nelle zone di foresta secondaria, nelle radure sul limitare della foresta umida, nelle zone prative con macchie alberate o cespugliose, così come in altre aree maggiormente antropizzate quali possono essere piantagioni, parchi o giardini suburbani.

## Tassonomia
Se ne riconoscono cinque sottospecie:

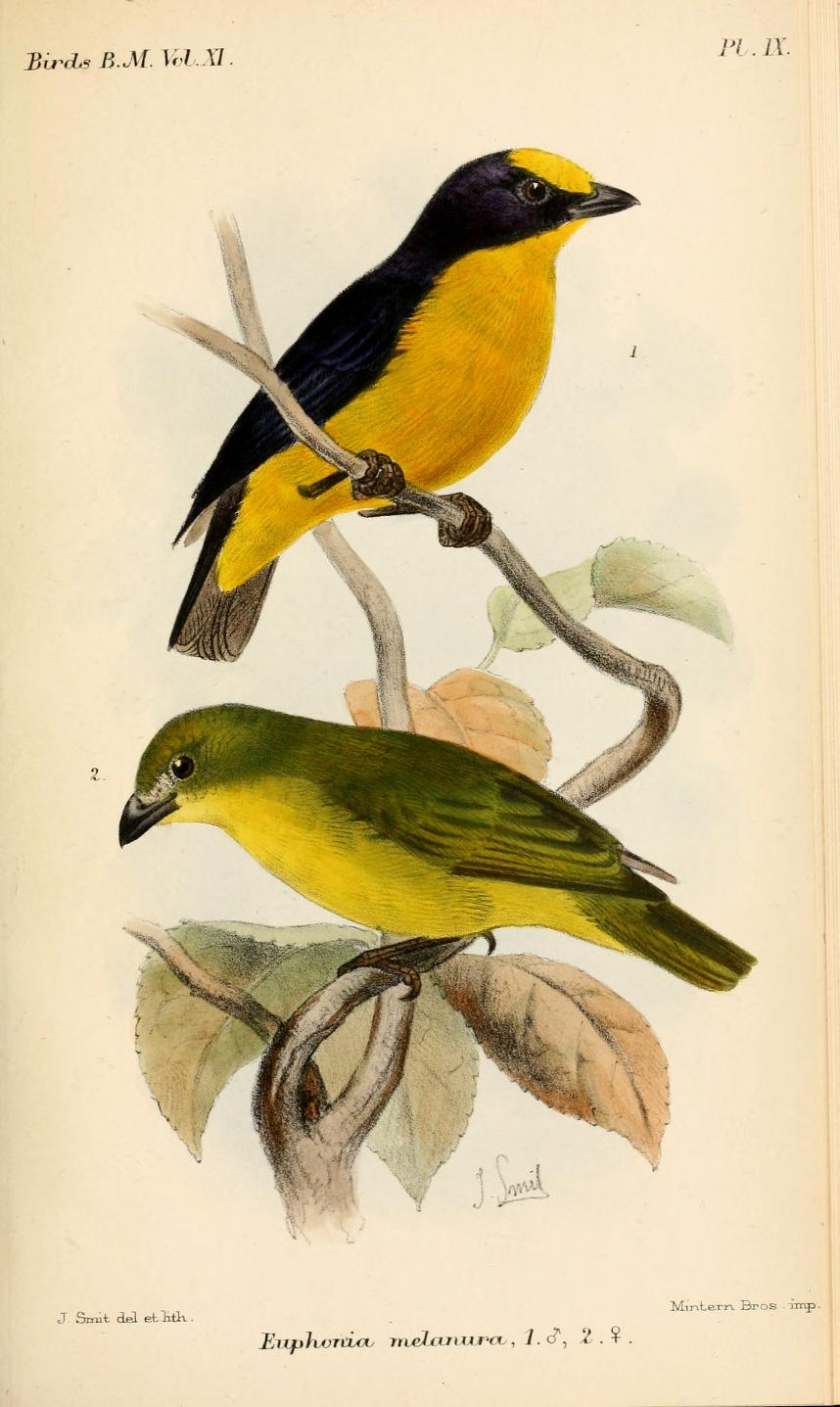
Illustrazione di coppia della sottospecie melanura (maschio in alto).

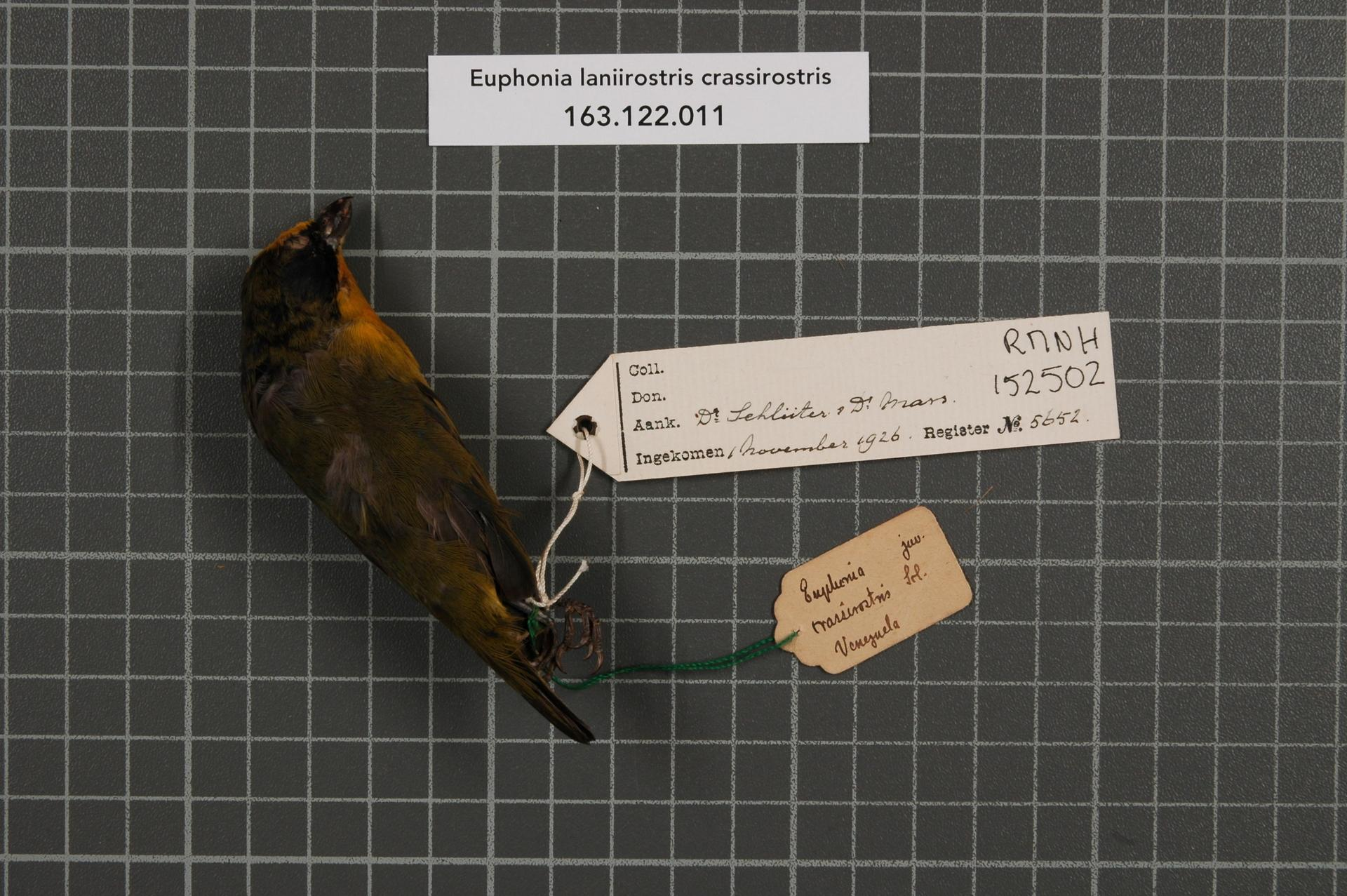
Giovane impagliato della sottospecie crassirostris.

- Euphonia laniirostris laniirostris s'Orbigny & Lafresnaye, 1837 - la sottospecie nominale, diffusa in Perù sud-orientale, Bolivia centro-settentrionale e Brasile centrale (dall'Amazonas al Mato Grosso, con avvistamenti anche nel Goiás sud-occidentale);
- Euphonia laniirostris crassirostris Sclater, 1857 - diffusa lungo la costa pacifica dal Costa Rica (a sud di Guanacaste) alla Colombia centro-occidentale (dipartimento di Valle del Cauca) e ad est fino al Venezuela nord-orientale (dal Sucre occidentale agli llanos fino all'Orinoco);
- Euphonia laniirostris melanura Sclater, 1851 - diffusa in Colombia centrale (dipartimenti di Meta e Vichada) a sud attraverso Ecuador e Perù orientali, fino al nord della regione di Ucayali, oltre al Brasile centrale (zona a sud del Rio delle Amazzoni dall'Acre al Pará occidentale);
- Euphonia laniirostris hypoxhantha Berlepsch & Taczanowski, 1884 - diffusa lungo la costa pacifica di Ecuador e Perù nord-occidentale, fino al sud della regione di Cajamarca;
- Euphonia laniirostris zopholega Oberholser, 1918 - diffusa in Perù centro-orientale (regioni di Junín e Cuzco).

La sottospecie zopholega risulta essere estremamente simile alla nominale, dalla quale parrebbe quasi indistinguibile: per questo motivo, alcuni autori proporrebbero l'accorpamento di zopholega alla sottospecie nominale.